# محكمة بلد فكتوريا
محكمة مقاطعة فيكتوريا هي المحكمة الابتدائية في فيكتوريا ،حيث يستمع حوالي 70 قاضًا إلى ما يصل إلى 12000 قضية سنويًا.
تتمتع محكمة المقاطعة بالاختصاص القضائي الأصلي في جميع القضايا المدنية والقضايا الجنائية، باستثناء عدد قليل من التهم مثل الخيانة والقتل. تتمتع محكمة المقاطعة بسلطة الاستئناف للنظر في المقدمة من محكمة الصلح ومحكمة الأطفال. يمكن استئناف جميع قرارات محكمة المقاطعة في شعبة الاستئناف بالمحكمة العليا، محكمة الاستئناف الفيكتورية.
منذ 8 سبتمبر 2015 ، كان كبير قضاة محكمة المقاطعة هو رئيس شرف القاضي بيتر كيد .

## التاريخ
تأسست محكمة المقاطعة لأول مرة في فيكتوريا في عام 1852 بموجب قانون محاكم المقاطعات لعام 1852 . تعمل محكمة المقاطعة في مقاطعة بورك وبعض المدن الإقليمية. تم تصميم محاكم المقاطعة على طريقة محاكم المقاطعات البريطانية، والتي تم إنشاؤها في عام 1846. في الأصل، كان الغرض الأساسي للمحكمة هو التعامل مع الدعاوى المدنية الصغيرة. منذ ذلك الوقت، توسعت ولاية المحكمة.

## الاختصاص القضائي
في التسلسل الهرمي للمحاكم الفيكتورية، تقع محكمة مقاطعة فيكتوريا فوق محكمة الصلح في فيكتوريا وتحت المحكمة العليا في فيكتوريا .
يستمع قضاة محكمة المقاطعة إلى المسائل عبر ثلاثة أقسام - القانون الجنائي والقانون التجاري والقانون العام.
يشغل قضاة محكمة المقاطعة أيضًا منصب رؤساء السلطات القضائية في محكمة الصلح في فيكتوريا، ومحكمة قاضي التحقيق الجنائي في فيكتوريا، ومحكمة الأطفال في فيكتوريا، ويجلسون في المحكمة المدنية والإدارية في فيكتوريا كنائبين للرئيس.

### الشعبة الجنائية
تنظر محكمة المقاطعة في جميع المسائل الجنائية التي يمكن إدانتها باستثناء الخيانة والقتل وبعض الجرائم الأخرى. تتعامل المحكمة مع مجموعة واسعة من الجرائم بموجب تشريعات فيكتوريا والكومنولث بما في ذلك السرقة الخطيرة والسطو المسلح والاتجار بالمخدرات والجرائم الجنسية وجرائم الاحتيال وخيانة الأمانة والقيادة والاعتداءات الخطيرة وجرائم ضريبة الدخل والمبيعات.
تُجرى جميع المحاكمات أمام قاض وهيئة محلفين تضم 12 من أعضاء المجتمع.

### الطعون الجنائية
تنظر محكمة المقاطعة في الطعون الجنائية الصادرة عن محكمة الصلح. يتم تحديد هذه الطعون من قبل القاضي وحده. يكون قرار الاستئناف النهائي عمومًا، إلا في حالة فرض عقوبة بالسجن وان لم تفرض محكمة الصلح عقوبة بالسجن. في هذه الحالة، يجوز للمستأنف الاستئناف لدى محكمة الاستئناف، طالما يتم منح الإذن.
تنظر محكمة المقاطعة أيضاً في الطعون المقدمة من الشُعب الجنائية والأسرة في محكمة الأطفال.

### شعبتي القانون العام والقانون التجاري
تتمتع أقسام القانون التجاري والقانون العام بالمحكمة (المعروفة مجتمعة بالاختصاص المدني للمحكمة) ، بسلطة قضائية غير محدودة مع عدم وجود سقف نقدي للأضرار. يضم كلا الشعبين عددًا من «القوائم» - فئات متخصصة من القضايا التي يديرها القاض.
يتعامل القسم التجاري مع الأمور التي تشمل استرداد الديون والعقد والثقة والملكية. ولديها أربع قوائم:
- القائمة العامة
- قائمة المعجل
- قائمة البنوك والمالية
- قائمة حالات البناء

تتعامل شعبة القانون العام إلى حد كبير مع قضايا التخريب والتعويضات. يتكون من ثماني قوائم:
- قائمة التطبيقات
- قائمة المصادرة
- قائمة التشهير
- قائمة الممتلكات العائلية
- القائمة العامة
- قائمة طبية
- قائمة الإصابات الخطيرة
- قائمة ورك كوفر

يتم الاستماع إلى جميع القضايا المدنية بواسطة قاض منفرد أو بناءً على طلب أحد الأطراف، من قِبَل هيئة المحلفين.

### التبني والبدل البديل
في فيكتوريا، ينقل أمر التبني قانونًا حقوق ومسؤوليات الوالدين والوصاية والحضانة إلى الوالدين بالتبني. تستمع محكمة المقاطعة سنويا إلى حوالي 50 إلى 80 من قضايا التبني والنسب.

## الدوائر
بالإضافة إلى الإجراءات في ملبورن ، يستمع قضاة محكمة المقاطعة إلى القضايا الجنائية والمدنية في 12 موقعً في جميع أنحاء فيكتوريا: بايرنسديل، بالارات ، بنديجو ، جيلونج، هورشام ، ميلدورا ، لاتروب فالي (مورويل) ، سلا، شيبارتون ، وانجاراتا، وورنامبول وودونجا.

## كوري المحكمة
أُنشئت محكمة مقاطعة كوري بموجب قانون محكمة المقاطعة (قانون محكمة كوري) لعام 2008  . تمت الموافقة على القانون في 23 سبتمبر 2008 وأنشأ محكمة كوري باعتبارها شعبة تابعة لمحكمة المقاطعة. بدأت محكمة Latrobe Valley County Koori Court في 19 نوفمبر 2008 ، وعقدت الجلسة الأولى في 2 فبراير 2009. يتمثل هدف محكمة مقاطعة كوري في ضمان مشاركة أكبر عدد من مجتمع السكان الأصليين في عملية إصدار الأحكام من خلال الدور الذي يؤديه في هذه العملية كبار السن من السكان الأصليين والشخصيات المحترمة وغيرهم مثل موظف محكمة كوري. لكن القاضي فقط هو الذي يحدد العقوبة اللازمة.
تتبع محكمة مقاطعة كوري نموذج محكمة كوري الذي تم تقديمه في محكمة الصلح في فيكتوريا وفي محكمة فيكتوريا للأطفال. تقع مقاطعة كورت كوري حاليًا في لاتروب فالي (مورويل) وملبورن وميلدورا وشيبارتون.
لا يمكن حضور محكمة مقاطعة كوري إلا من قبل مرتكبي جرائم كوري الذين أقروا بارتكاب جرائم معينة. يقوم شيوخ الشعوب الأصلية أو الأشخاص الذين يحترمونها بتقديم المشورة للقاضي بشأن القضايا الثقافية المتعلقة بالمتهم وسلوكه المخالف.
يقدم الحكماء والشخصيات المحترمة معلومات عن خلفية المتهم والأسباب المحتملة لسلوكه المسيء. وقد يشرحون أيضًا روابط القرابة وذات الصلة، وكيف أثرت جرائم معينة على مجتمع السكان الأصليين وتقديم المشورة بشأن الممارسات الثقافية والبروتوكولات والمنظورات ذات الصلة بإصدار الأحكام.
ومع ذلك، فإن قانون إصدار الأحكام نفسه ينطبق على محكمة مقاطعة كوري كما هو مطبق في محكمة المقاطعة الرئيسية.

## كبير قضاة محكمة مقاطعة فيكتوريا
كبير قضاة محكمة المقاطعة الحالي هو صاحب الشرف بيتر كيد، الذي تم تعيينه في هذا المنصب في 8 سبتمبر 2015. كبير القضاة كيد هو عضو في مجلس المحاكم، والقاضي في المحكمة العليا في فيكتوريا.
- رئيس الشرف القاضي مايكل روزينيس 2002 - 2015
- رئيس الشرف القاضي جلين والدرون 1982 - 2002
- رئيس الشرف القاضي ديزموند ويلان 1975 - 1981

## روابط خارجية
- محكمة مقاطعة فيكتوريا